# BAe Hawk

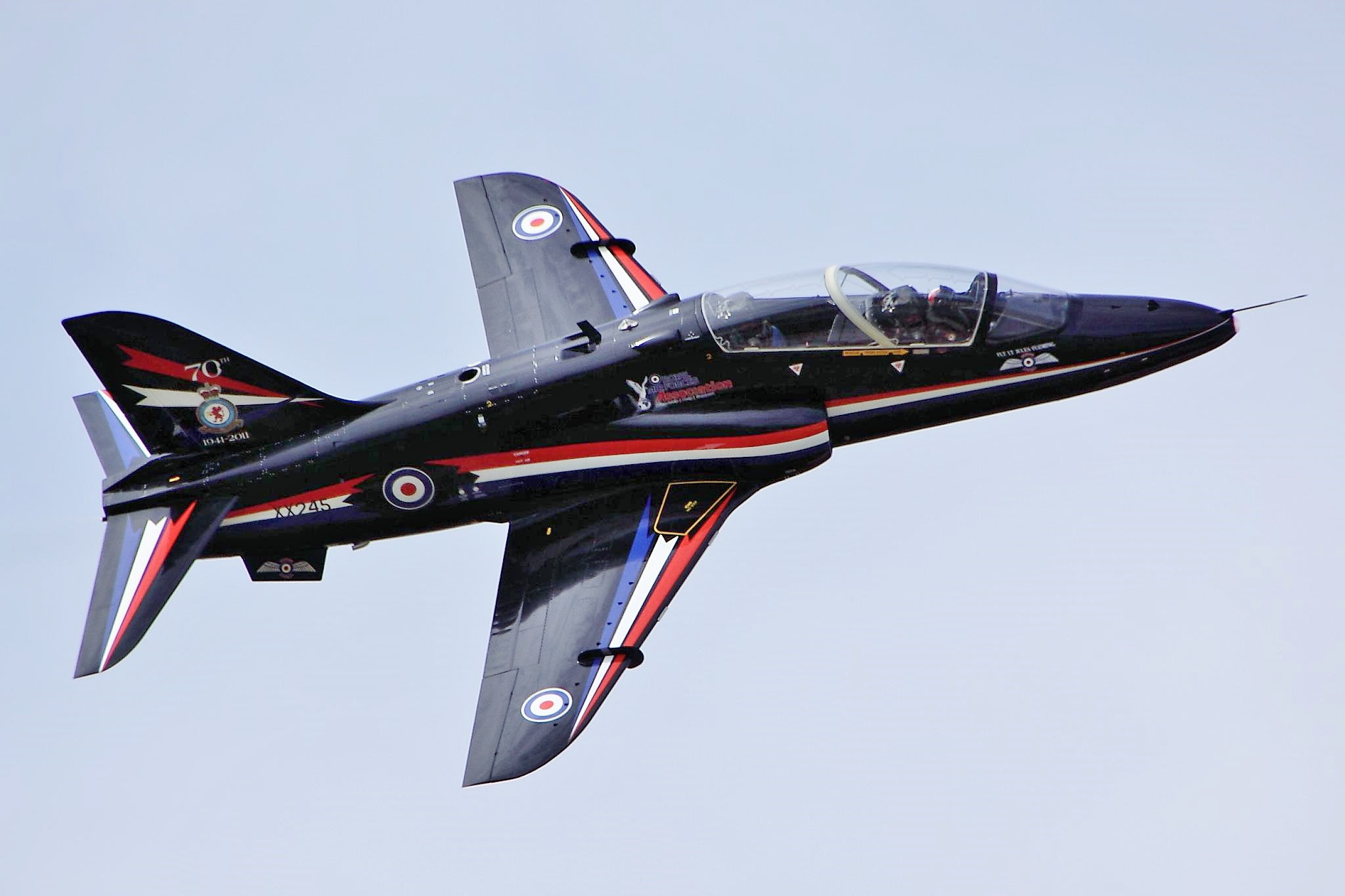
BAE Hawk T1 trainer van de Royal Air Force (RAF

De BAe Hawk is een Britse jet-trainer van BAE Systems en haar voorgangers. De Hawk vloog haar eerste vlucht op 21 augustus 1974. Dit type vliegtuig is het best bekend omdat  de Britse Red Arrows het gebruiken voor hun vliegshows/demonstraties.

## Versies
- Hawk T1
- Hawk T1A
- Hawk 50
- Hawk 60
- Hawk 100
- Hawk 120/LIFT
- Hawk 127
- Hawk 128 (Hawk T2)
- Hawk 132
- Hawk 200

## Gebruikers

### Huidige gebruikers
- Australië
- Bahrein
- Canada
- Finland
- India
- Indonesië
- Kenia
- Koeweit
- Maleisië
- Oman
- Saoedi-Arabië
- Verenigd Koninkrijk
- Verenigde Arabische Emiraten
- Zimbabwe
- Zuid-Afrika
- Zuid-Korea

### Oud-gebruikers
- Zwitserland